# 台北植物園

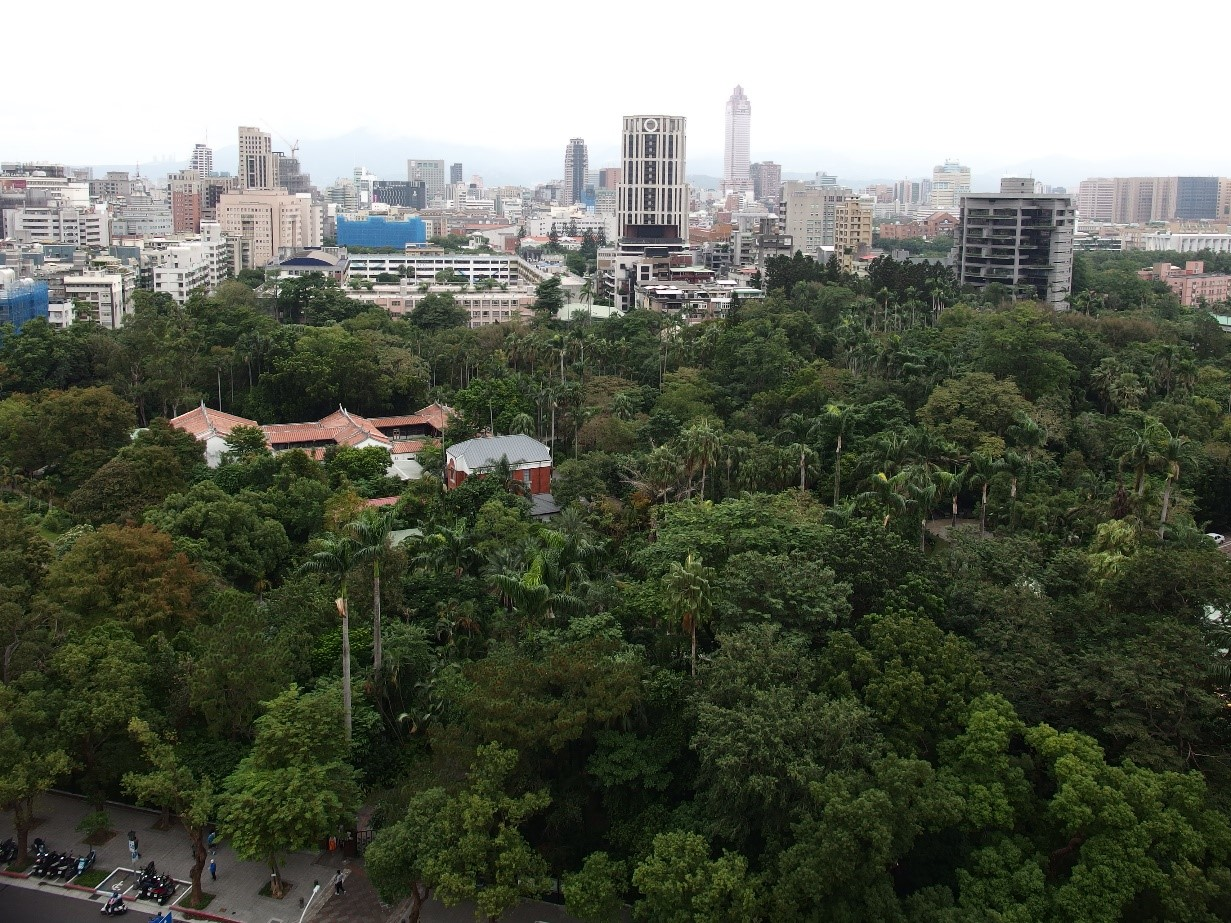
鳥瞰台北植物園

台北植物園（英語：Taipei Botanical garden），是農業部林業試驗所下轄六座國家植物園之一。位於臺北市中正區南海路53號，佔地約8.2公頃。是一個備有完整植物蒐集紀錄文件，並進行科學研究、保育、展示及教育的場所。園內除各主題植物園區與荷花池外，景點包括國定古蹟欽差行臺、市定古蹟腊葉館及南門町三二三，比鄰南海學園國立歷史博物館、教育廣播電台等。

## 歷史

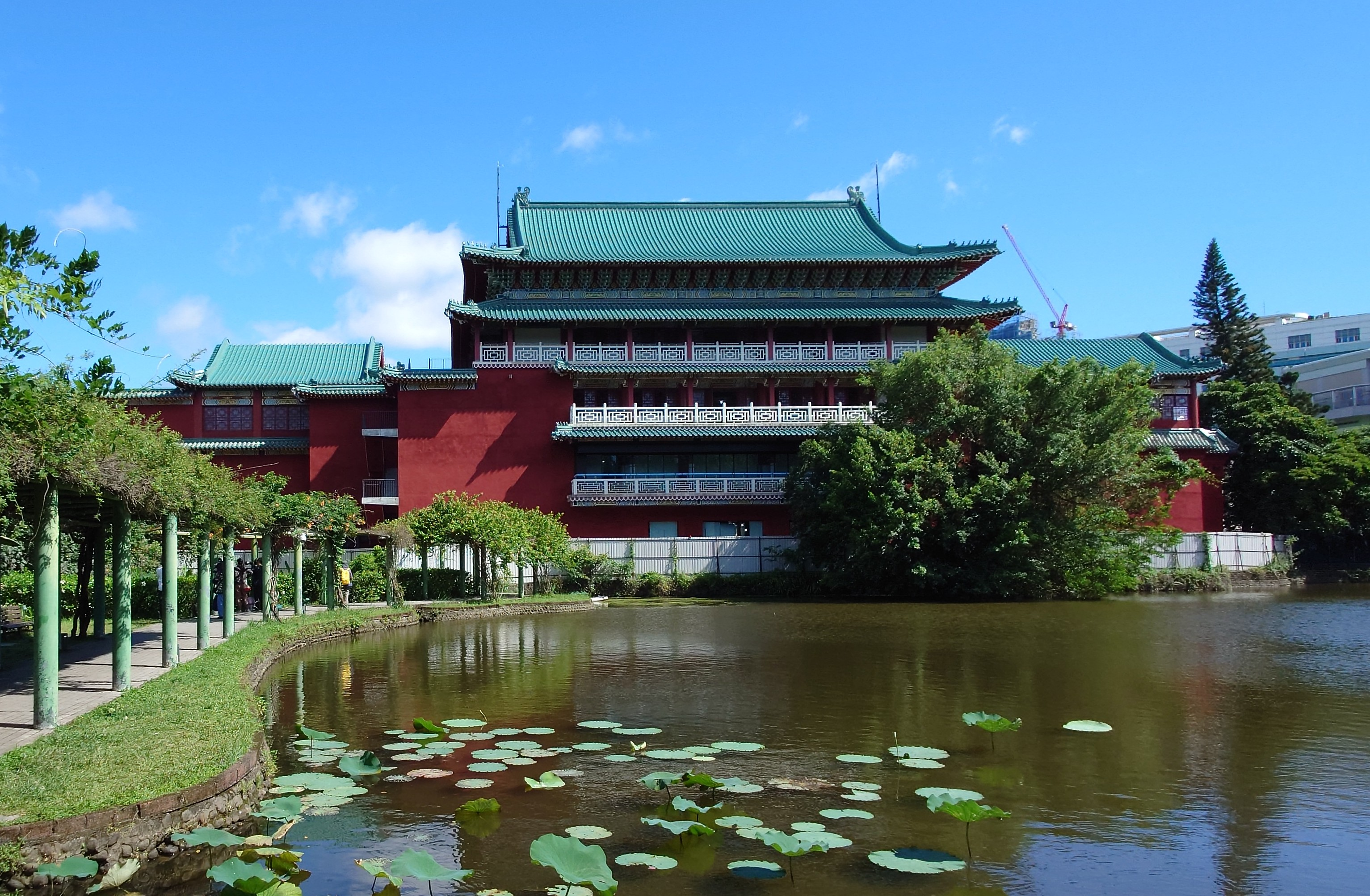
園內荷花池，與國立歷史博物館背面相鄰

1895年（明治28年），台灣總督府殖產課為瞭解本島樹木性狀及配合造林需要而研議成立苗圃，於12月30日選定臺北府城小南門的大日本帝國陸軍用地作為苗圃用地，約當今延平南路216巷、延平南路258巷至中華路二段區域。
1900年（明治33年），於小南門外龍匣口庄購入農地12,953坪，進行開墾整地及樹苗移植，始稱「台北苗圃」，範圍約現今植物名人園、植物分類園區、雙子葉植物區至林業試驗所行政大樓一帶。全區劃為15區，除苗圃設施外，新設置母樹園、果樹園及花卉園，從事育苗並進行苗木栽培試驗。
1911年（明治44年），台北苗圃改制為「林業試驗場」，轄有本場（台北苗圃）、嘉義林業試驗支場、恆春林業試驗支場，隸屬於臺灣總督府殖產局，負責台灣林業經營及森林資源之調查研究工作。
1921年（大正10年），臺灣總督府中央研究所林業部成立，接管林業試驗場，改名為「臺北植物園」。該園創立目的乃是為了培育熱帶植物，熟悉南洋各種植物與生態環境。因此，該園有著非台灣原生的樹木，如大王椰子、亞歷山大椰子等各種棕櫚科植物。
1924年（大正13年），林業部臘葉標本館落成，即為現在座落於欽差行臺南側的腊葉館古蹟。
1933年（昭和8年），因臺北公會堂（今臺北市中山堂）興建需要，原址既有之欽差行臺廳舍一部份移築至台北植物園，另一部份移至圓山動物園。
1945年（民國34年）：台灣省林業試驗所成立
1949年（民國38年），台灣省立林業試驗所改為台灣省農林廳林業試驗所。
1999年（民國88年），台灣省農林廳林業試驗所改為行政院農業委員會林業試驗所。
2023年（民國112年），行政院農業委員會林業試驗所改為農業部林業試驗所。

## 園區設施

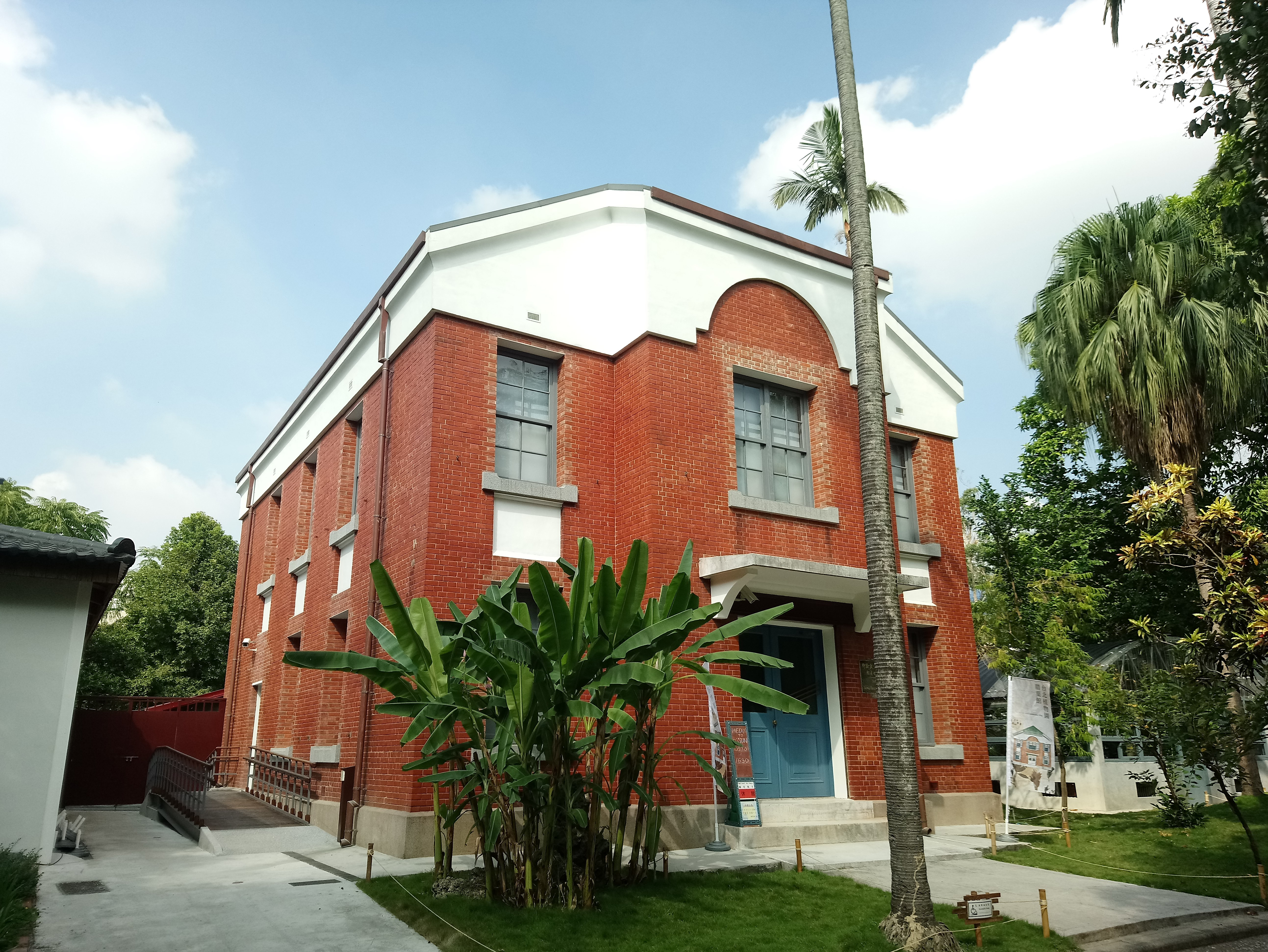
台北植物園腊葉館

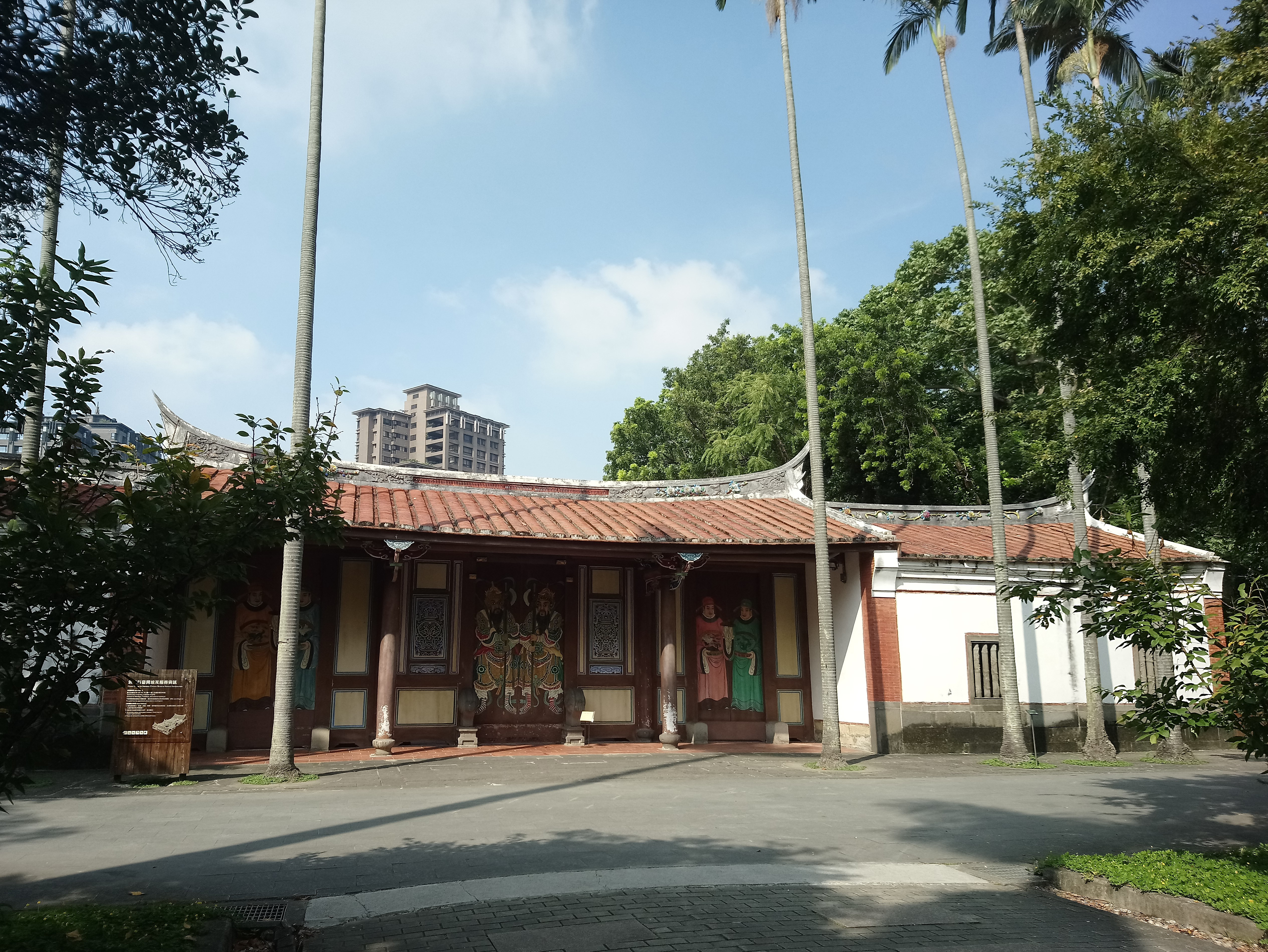
欽差行臺

園內有國定古蹟欽差行臺、市定古蹟台北植物園腊葉館、仿日式木造平房南門町三二三，在部分大王椰子樹幹上甚至還留有二次世界大戰遺留的砲彈痕跡。台北植物園內設有民族植物園、竹區、水生植物區、澳洲植物區、十二生肖植物園區、裸子植物園區、蕨類植物區、多肉植物園區、植物分類園、圓形溫室（仿自紐約植物園溫室）、民生植物區、食物森林、植物名人園、雙子葉植物區、佛教植物區、文學植物區以及野薑花池等不同的植物生態園區。

### 溫室
台北植物園設置溫室，乃為避免嬌貴植物受都市落塵、酸雨、颱風的危害或控制之在適宜的溫濕度環境下成長，其設計首重通風及防颱。植物分類園區內設有中央圓形溫室、六角型溫室和長型蘭房，三座溫室的地基皆於日治時期保留迄今，上部玻璃及骨架在二戰後受到嚴重毀損，並於1964年重建，溫室共同的特色是在中央苗床下設有長型水道能收集澆灌植物的溢流水並加以循環，營造穩定的空氣濕度，並提供青蛙棲息、減少蟲害，為兼顧生態的節能綠建築設計。
- 中央圓形溫室（2020年因國家植物園方舟計畫拆除）
- 多肉植物園區
- 植物分類區長型蘭房溫室
- 六角型溫室

### 植物名人園

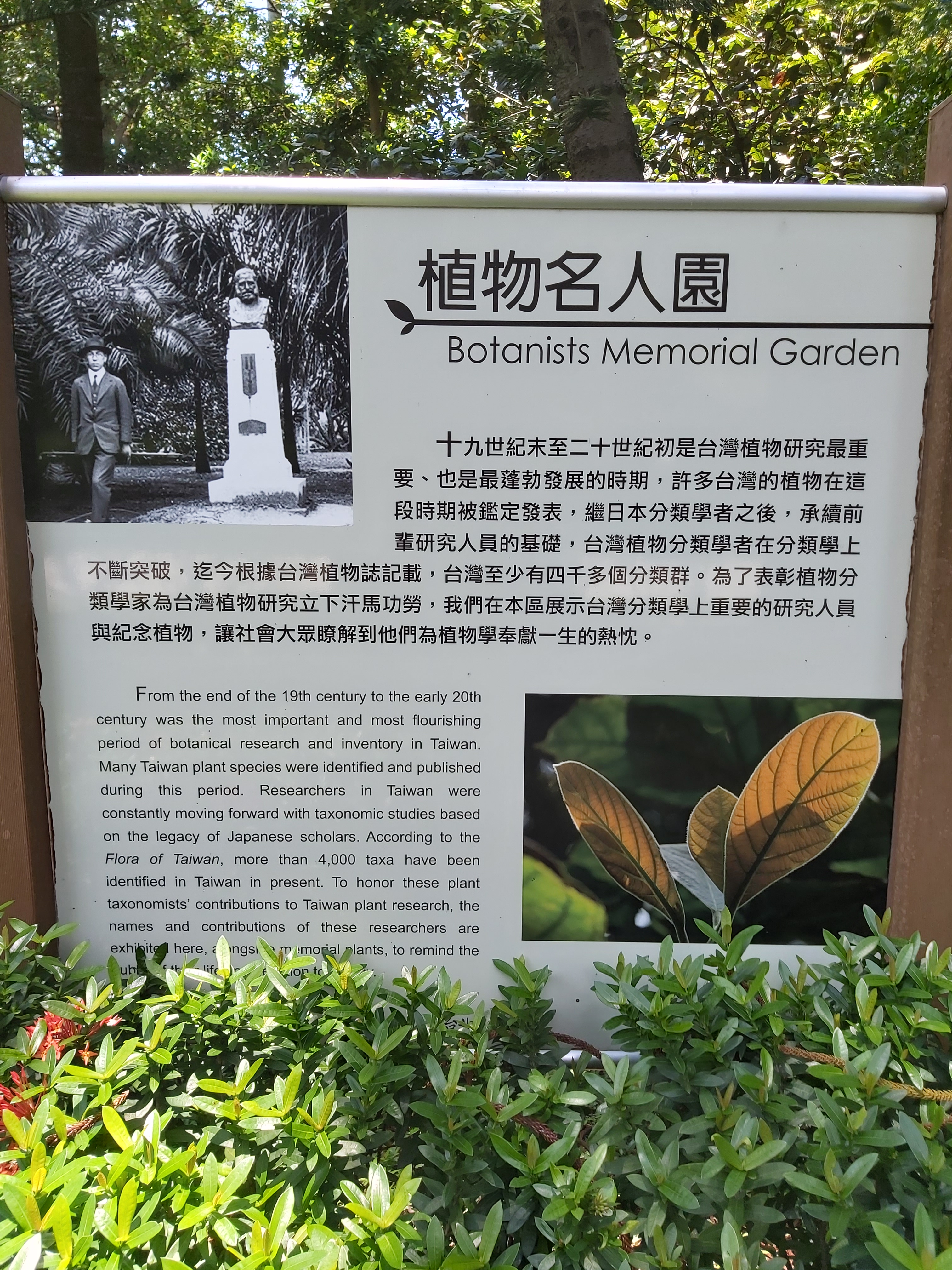
植物名人園

台北植物園為表彰19世紀末台灣日治時期以來在台為台灣植物學研究立下汗馬功勞的植物分類學家，於園區博愛路入口旁闢建「植物名人園」以展示28位台灣植物分類學史上的重要研究人員正宗嚴敬、王仁禮、徐國士、鈴木時夫、厄內斯特·亨利·威爾遜、佐佐木舜一、小山鐵夫、劉業經、早田文藏、初島住彥、島田彌市、呂勝由、胡大維、林渭訪、張惠珠、柳榗、金平亮三、張慶恩、田代安定、黃增泉、林維治、胡秀英、耿煊、呂福原、歐辰雄、大場秀章、廖日京、楊遠波等人的生平事略與相關代表植物28種：森氏楊桐、灰背葉紫珠、臺東蘇鐵、麥氏紫金牛、烏來杜鵑、蘭嶼法氏薑、呂氏菝契、臺灣絡石、冇樟、蘭嶼肉桂、島田氏月桃、蘭嶼烏心石、胡氏肉桂、蘭嶼福木、臺灣泡桐、圓果青剛櫟、牛樟、林氏木薑子、石斑木、恆春紅豆樹、烏葉竹、南臺冬青、蘭嶼野牡丹藤、霧社楨楠、歐氏月桃、柳葉石櫟、加拉段柯和蘭嶼山桂花，以茲紀念。
- 第1至第9位植物學家群像
- 第10至第19位植物學家群像
- 第20至第28位植物學家群像
- 解說牌樣式

### 南門町三二三

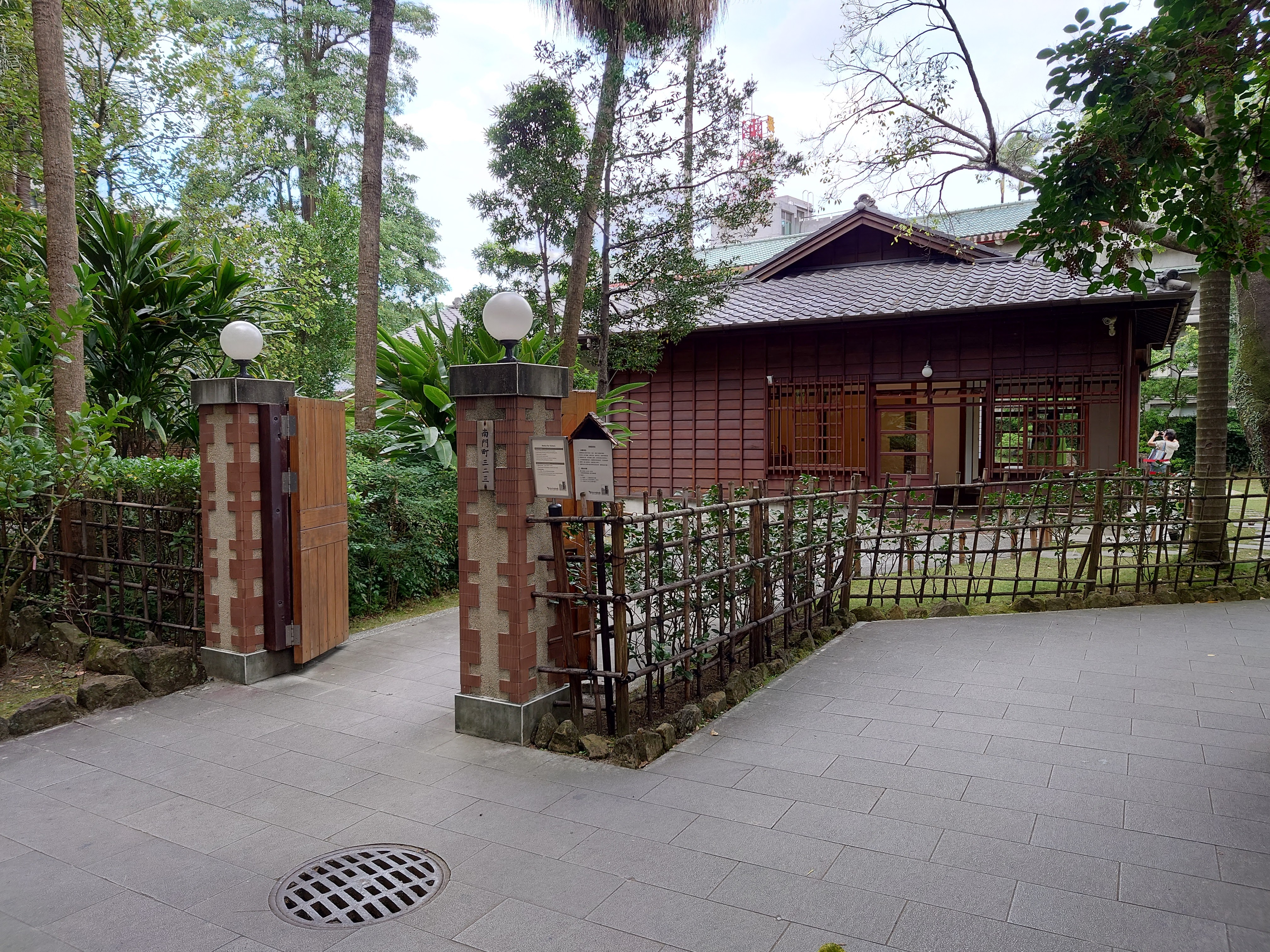
南門町323

南門町三二三位於台北植物園荷花池旁，為日治時期昭和年間所建根據當時的地籍資料記載之地址為「台北州台北市南門町六丁目三二三番地」。之後國民政府時期用來當作林業試驗所的宿舍，近年由臺北植物園籌備邀請設計師郭中端、堀込憲二及日本庭園家小口基實建設仿舊的日式建築及枯山水庭園，一瞥昔日家居一隅。開放時間為週三至週日上午9點30分至下午4點30分免費參觀，週一、週二及國定假期休館

## 附近
- 南海學園
- 國立歷史博物館
- 臺北捷運 萬大樹林線植物園站（興建中）
- 原臺灣教育會館
- 郵政博物館
- 楊英風美術館
- 中華民國農業部
- 臺北市政府警察局中正第二分局
- 台北教師會館
- 台北鳥店街

## 外部連結
- 台北植物園（页面存档备份，存于）
- 植物園-臺北旅遊網（页面存档备份，存于）
- 臺北植物園-交通部觀光署 （页面存档备份，存于）
- 台北植物園-行政院農業委員會 （页面存档备份，存于）
- 台北植物園的Facebook專頁